# La Tentation de saint Antoine (Bosch, Madrid)
Pour les articles homonymes, voir La Tentation de saint Antoine.
Ne doit pas être confondu avec La Tentation de saint Antoine (Bosch, Lisbonne).
La Tentation de saint Antoine, également appelé Le Petit saint Antoine, est un tableau attribué au peintre néerlandais Jérôme Bosch. Il est actuellement exposé au musée du Prado, à Madrid. 
Saint Antoine l'abbé, est représenté ici méditant au milieu d'un paysage ensoleillé près de la souche d'un arbre mort. Saint Antoine est un personnage récurrent dans l’œuvre de Bosch, et est représenté sur quinze tableaux peints par l'artiste. Représenté dans un environnement de solitude et de tentation dans lequel le saint a vécu pendant plus de vingt ans. Bien que ce tableau diffère significativement des autres représentations de saint Antoine par Bosch, telles que celle du triptyque de saint Antoine (exposé à Lisbonne), il comprend néanmoins les attributs traditionnels associés à saint Antoine, le traditionnel habit d'abbé marron foncé brodé de la lettre grecque « Τ » (tau) et le porc à ses côtés,,.
En contraste avec les tableaux précédents comprenant une représentation de saint Antoine, cette version de La Tentation de saint Antoine représente un abbé plus calme, apaisé, dans une posture méditative. Les environs sont calmes et évoquent un sentiment de tranquillité. Le porc qui repose à ses côtés fait penser à un animal domestique. Représentés ailleurs sous la forme de démons, les créatures de tentation ressemblent ici davantage à des gobelins et ne troublent pas le sentiment d'harmonie et de sérénité qui se dégage du tableau. L'esprit contemplatif évoque le proverbe du mystique du XIVe siècle, Ruisbroeck : « En contemplation et en dévotion, et en joie devant l'harmonie des objets et des êtres. »

## Le peintre
L'attribution de ce panneau de très bonne qualité à Bosch est controversée. Les couleurs dominantes, jaune et vert, sans aucun rouge, sont étonnantes. La composition, peu ouverte, contraste aussi avec la manière habituelle des tableaux attribués à Bosch dans lesquels on trouve de larges échappées. Le point de vue du spectateur est plus bas qu'à l'ordinaire. Il ne s'agit pas d'un fragment, puisque les quatre bords non peints existent encore, mais peut-être d'un volet.
Fondé en 2010, le Bosch Research and Conservation Project (BRCP), un groupe international de spécialistes, a également remis en question l'attribution à Bosch. En réaction à cette désattribution, le Prado a décidé ne prêter ni ce tableau ni La Lithotomie (autre œuvre considérée comme non-autographe par le BRCP) à l'exposition organisée à Bois-le-Duc en 2016.

## Le thème: saint Antoine
Vers la fin du Moyen Âge ravagé par les guerres et les maladies, apparaît le culte florissant des saints et de leurs reliques. Saint Antoine, souvent représenté en vieillard barbu était particulièrement vénéré et protégeait de l’ergotisme. L’ergot est un parasite du seigle (dont la farine sert à la fabrication du pain), ce champignon provoque une gangrène douloureuse (appelée « feu de saint Antoine »), des hallucinations voire des psychoses perçues à l’époque comme des manifestations diaboliques. Saint Antoine était aussi le saint protecteur des animaux d’élevage et particulièrement du porc. Dans ce tableau, on peut repérer des références à La Légende dorée de Jacques de Voragine (XIIIe siècle) qui racontait les tentations du saint dans le désert d’Égypte.

## Histoire de l’œuvre
Le tableau, enchâssé à l'origine dans un cadre en arc de cercle, est l'une des œuvres tardives de Jérôme Bosch, peint probablement après 1490. Après l'avoir acquis, le roi Philippe II d'Espagne l'envoie au Monasterio de El Escorial près de Madrid. De là, le tableau entre au musée du Prado, en tant qu’œuvre appartenant aux collections royales.

## Description

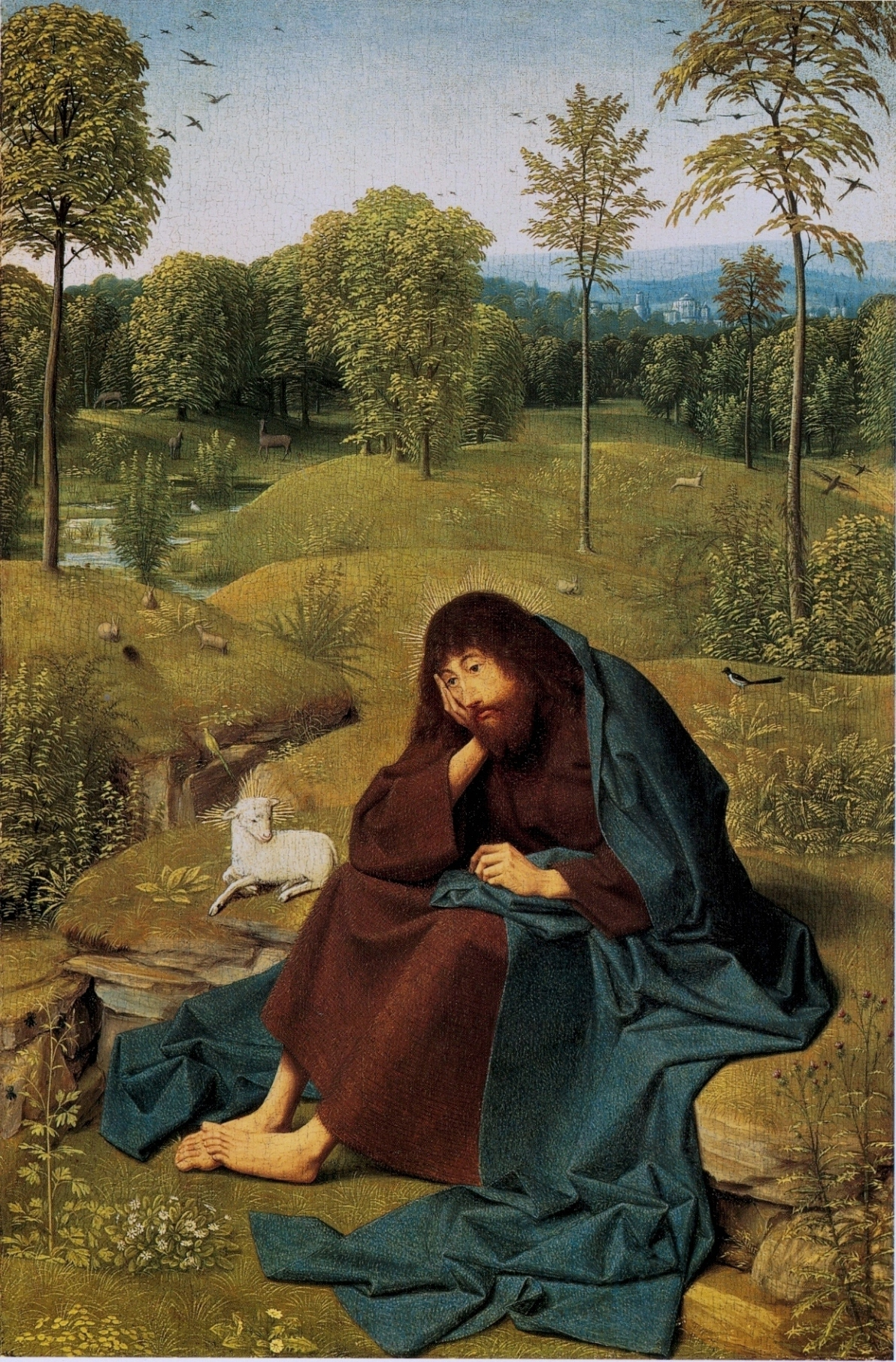
Saint Jean-Baptiste dans le désert, Geertgen tot Sint Jans

Le Petit saint Antoine, par opposition au « grand » saint Antoine de Lisbonne, présente une vision plus calme des tentations.
Le saint placé au premier plan s'abrite dans un arbre creux qui lui sert d'oratoire : une cloche est accrochée dans les branches. L'attitude du saint, ramassé sur lui-même, rappelle assez celle de Saint Jean-Baptiste dans le désert de Geertgen tot Sint Jans (Berlin), mais les couleurs diffèrent. La précision de la végétation du premier plan du Saint Antoine, inhabituelle chez Bosch, n'existent quand dans une bande étroite. Le fond du paysage n'est pas animé de petites scènes comme celles que Bosch semble prendre plaisir à disséminer dans la nature.

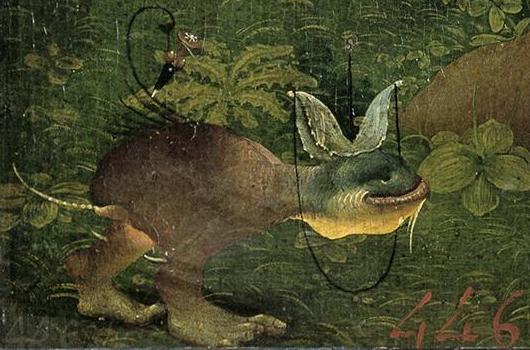
Détail.

Les habits monastiques marqués du « Τ » (tau, également appelé « croix de saint Antoine »), le livre de la règle accroché à la ceinture, le cochon et sa clochette pendue à l'oreille, le bâton… sont autant d'attributs qui identifient le saint. Au deuxième plan, situé en contrebas et séparé par un ruisseau de la butte engazonnée où est assis le saint, se dresse son oratoire annoncé par un petit portique en bois sommé d'un tau. Au-delà des collines rondes comme celles de L’Épiphanie (musée du Prado), sont plantées d'arbres : par une étroite échappée dans le lointain bleuté s'élèvent un donjon et une ville. Trois arbres situés entre le premier et le deuxième plan ne créent pas la distance entre le saint et le deuxième plan comme le font les arbres des saints Jean ou de saint Jérôme dont la présence contribue à approfondir tous le paysage. Quelques petits êtres hybrides animent le premier et le deuxième plan. Autour du saint, des monstres tentent bien en vain de le distraire de sa méditation. Un curieux animal à tête diaprée s'avance sur deux pattes ; derrière le saint, deux monstres déversent le contenu d'une grande cruche... Dans l'eau, un petit bonhomme griffu semble interpeller sans succès le saint. Derrière le talus défile un cortège dérisoire de petits personnages dont on n'aperçoit que les casques, l'échelle ou des armes. Ils vont investir l'ermitage d'Antoine et jouent à la guerre, comme le petit groupe qui arrive à leur droite, caché derrière un grand bouclier et portant un étendard frappé de la fourche diabolique.

## Autres versions
On connaît plusieurs copies ou œuvres de suiveurs qui s'apparentent au Saint Antoine de Bosch. On y retrouve toujours le saint en prière, souvent la femme nue et des monstres. Une copie à mi-corps, conservée à Madrid (Prado) montre le saint mains jointes appuyé sur un muret. Derrière lui, on découvre une maison en flammes et, à droite, une auberge qui abrite une femme nue. Le haut de la maison est constitué de la tête d'une femme coiffée d'un pigeonnier. Des monstres ailés volent autour du saint.

## Sources et bibliographie
- Roger van Schoute, Monique Verboomen, Jérôme Bosch, Renaissance du Livre, 2003, p. 103 - 234 pages Lire en ligne